# Гней Флавій
Гней Флавій (IV ст. до н. е.) — значний правник та державний діяч Римської республіки.

## Життєпис
Про Гнея Флавія мало відомостей. Був секретарем консулом Аппія Клавдія Цека. У 305 році до н. е. обраний народним трибуном. За час обіймання цих посад провів реформу у римському судочинстві, зробивши проведення процесу справедливішим, конкурентним, прозорим. також впорядкував судочинство завдяки виданню усіх відомих на той час законів у збірці «Jus civile Flavianum». Це була перша праця такого типу. Такі дії суттєво знизили вплив патриціїв на ведення судових процесів. Адже до того, більшість законів були практично невідомі. Патриції їх тримали у таємниці. Все це сприяло розвитку римського судочинства.
У 304 році до н. е. Гнея Флавія було обрано курульним еділом. За цей час він також вперше здійснив видання римського календаря — Fasti Sacri.